# Gewerkschaften in Slowenien
Die Gewerkschaften in Slowenien gehören zum größten Teil einem der drei Gewerkschaftsbünde an:
| Name des Gewerkschaftsbunds | Mitglieder  | Zugehörigkeit zu einem Internationalen Gewerkschaftsverband |
| --- | ----------- | ----------------------------------------------------------- |
| Zveza svobodnih sindikatov Slovenije, ZSSS (Bund der Unabhängigen Gewerkschaften Sloweniens)                                       | rd. 130.000 | EGB                                                         |
| Konfederacija sindikatov javnega sektorja Slovenije, KSJS (Konföderation der Gewerkschaften des Öffentlichen Sektors in Slowenien) | rd. 73.000  |                                                             |
| Konfederacija sindikatov Slovenije, KSS PERGAM (Konföderation der Gewerkschaften Sloweniens PERGAM)                                | 19.000      | UNI Global                                                  |

Daneben existieren vier weitere kleine Dachverbände.

## Mitgliedsgewerkschaften, internationale Kontakte
Mitgliedsgewerkschaften des ZSSS sind u. a. (in Klammern jeweils: Mitgliederzahlen, Zugehörigkeit zu einer Globalen Gewerkschaftsföderation):
- Sindikat kovinske in elektro industrije Slovenije, SKEI (Gewerkschaft der Stahl- und Elektroindustrie Sloweniens)
(27.000, IndustriAll, IndustriAll Europe);
- Sindikat delavcev trgovine Slovenije, SDTS (Gewerkschaft der Handelsarbeiter in Slowenien)
(10.000 ).

Mitgliedsgewerkschaft der KSJS ist u. a.:
- Sindikat vzgoje, izobraževanja, znanosti in kulture Slovenije, SVIZ (Gewerkschaft Bildung, Wissenschaft und Kultur)
(37.800, EI, ETUCE).

## Geschichte
Zu Beginn der 1990er Jahre waren die Gewerkschaften ideologisch stark gebunden. So war die ZSSS mit der Vereinigten Liste der Sozialdemokraten (Združena lista socialnih demokratov, ZLSD), der Nachfolgepartei des slowenischen Ablegers
des Bundes der Kommunisten Jugoslawiens, verbunden, der
heutigen SD (Socialni demokrati, Sozialdemokraten). Mitte der 1990er Jahre hatten diese Unterschiede an Bedeutung verloren. Stattdessen gewannen die Unterschiede zwischen den verschiedenen Segmenten der Arbeiterschaft an Bedeutung, was zu einer Fragmentierung der Interessen führte. Seit 2004 spielte der Kampf gegen die neoliberalen Reformen eine wachsende Rolle, während der Organisationsgrad von 619.000 im Jahr 1992 bis 219.000 im Jahr 2019 ständig zurückging. Während die Bedeutung der Tarifverträge im öffentlichen Sektor stieg, sank sie in den anderen Sektoren.

## Rechtliche Situation
Wegen der starken betrieblichen Interessenvertretungen in Unternehmen mit mehr als 20 Beschäftigten, die durch ein Gesetz von 1993 geschaffen wurden, aber in der Tradition der jugoslawischen Arbeiterselbstverwaltung stehen, machen die Unternehmen trotz eindeutiger rechtlicher Unterscheidung zwischen Gewerkschaften und betrieblichen Vertretungsgremien faktisch keinen Unterschied zwischen beiden. Zudem agieren oft dieselben Personen als Gewerkschaftsvertreter und Arbeitnehmervertreter. Tarifverhandlungen können aber nur von Gewerkschaften geführt werden. Der Organisationsgrad beträgt ca. 20 % und ist seit Anfang der 2000er Jahre stark gesunken. Tarifverträge existieren für ca. 60 % der Beschäftigten, doch entziehen sich seit einer Gesetzesänderung 2006 immer mehr Arbeitgeber der Mitgliedschaft in der Industrie- und Handelskammer, die die Verhandlungen führt. Viele Beschäftigte waren – ebenfalls noch eine Tradition der Arbeiterselbstverwaltung – auch nach der Privatisierung an den Unternehmen beteiligt, allerdings mit sinkender Tendenz.
Die Gewerkschaften sind mit vier von 40 Sitzen im slowenischen Staatsrat, der zweiten Kammer des Parlaments, vertreten. Alle vier Sitze werden vom ZSSS gehalten.
Eine wichtige Säule der Gewerkschaftsaktivitäten auf nationaler Ebene ist die Mitwirkung im 1994 gegründeten Wirtschafts- und Sozialrat der Republik Slowenien (Ekonomsko socialni svet republike Slovenija, ESS), das die Sozialpartner im Dialog mit dem Staat vertritt. 2021 verließen die Gewerkschaftsverbände den ESS, weil die Regierung während der Covid-19-Pandemie den sozialen Dialog faktisch abgeschafft hatte. Nach der Wahl 2022 traf sich der Wirtschafts- und Sozialrat wieder zum Dialog, nachdem die neue Regierung ihre Bereitschaft dazu erklärt hatte.